# Tommy Byrnes
Thomas Patrick Byrnes est un joueur américain de basket-ball, né le 19 février 1923 à Teaneck, dans le New Jersey, et mort le 9 janvier 1981 à Branford, dans le Connecticut. Après une carrière universitaire avec les Pirates de Seton Hall, il a brièvement évolué dans la American Basketball League, puis durant cinq saisons sous les couleurs de différentes équipes de la Basketball Association of America (BAA) et de la ligue qui lui a succédé, la National Basketball Association (NBA).